# Sébastien Dumez
Sébastien Dumez, né le 27 juin 1974 à Raincy (Seine-Saint-Denis), est un pilote automobile français.

## Biographie
En 1984, Sébastien commence sa carrière en France dans la discipline des monoplaces. Après avoir débuté en Formule Renault et Formule Ford,, il dispute une saison complète en Championnat de France de Formule 3 en 1998, qu'il termine à la septième place du classement général (le vainqueur est son coéquipier David Saelens),. Après d'autres apparitions dans diverses championnats de Formule 3 en 1999, il passe à la course GT en 2000.
Durant l'année 2000, il termine second, derrière Christophe Bouchut au classement général de la Coupe Porsche Carrera France et l'année suivante, il est vainqueur au classement général du Championnat de France GT avec l'écurie Larbre Compétition. Des victoires globales dans la Carrera Cup nationale ont suivi en 2002 et 2003.
En course GT internationale, Sébastien participe à l'European Le Mans Series puis aux 24 Heures du Mans à deux reprises et en 2001 aux 12 Heures de Sebring.
À la fin de la saison 2015, Sébastien totalise 82 courses, célébré quatre victoires au classement général, sept victoires de classe et un titre de Champion de France FFSA GT.
Habitué à la conduite de Porsche 911, Sébastien effectue la saison 2016 sur Ligier JS P3, puis sur Porsche Cayman GT4 en 2017 avec le pilote Valentin Simonet et l'écurie Saintéloc Racing. Après cette saison passée en GT4, Sébastien effectue son retour sur une Porsche du Team Vendée 85 Bourgoin en Cup (championnat B) avec l'objectif de prendre un maximum de plaisir. Le meeting de Spa se termine par une victoire de classe dans la course 1 et une 2e place dans la suivante. Loin de l'idée de vouloir reprendre un emploi de pilote à plein temps, Sébastien découvre l'année 2018 comme une saison coup de cœur en roulant dans la même équipe que le jeune Jean-Baptiste Simmenauer.

## Carrière et statistiques
Sauf indication contraire ou complémentaire, les informations mentionnées dans cette section peuvent être confirmées par la base de données Driver Database.
- 1994 : Formule Renault Campus France, 8e ;
- 1995 : Formule Ford 1800 France, 7e sur Mygale ;
- 1996 : Formule Ford 1800 France, sur Van Diemen RF96 (Ford) ;
- 1997 : Formule Ford 1800 France, sur Van Diemen RF97 (Ford) ;

- 1998 : (sauf mention contraire) avec l'écurie ASM Fina.
  - Formule 3 France, 7e sur Dallara 396 (Renault) ;
  - Formule 3 de Grande-Bretagne, 26e sur Dallara 398 (Renault) ;
  - Formule 3 Macao GP, 21e sur Dallara F398 (Renault Sodemo (en)) avec l'écurie de l’Équipe de France ;
  - Masters de Formule 3, 5e sur Dallara F396 (Renault).

- 1999 : avec l'écurie ASM Fina.
  - Coupe d'Europe de Formule 3,  sur Dallara F399 (Renault) ;
  - Formule 3 France, 8e sur Dallara F399 (Renault Sodermo) ;
  - Formule 3 Macao GP, 18e sur Dallara Renault-Sodemo ;
  - Formule 3 de Grande-Bretagne, 19e sur Dallara F399 (Renault) ;
  - Masters de Formule 3, 19e sur Dallara F399 (Renault).

- 2000 : avec l'écurie Larbre Compétition.
  - Porsche Carrera Cup France,  sur Porsche 996 GT3 Cup ;
  - French GT Championship, 22e sur Porsche 996 GT3 R.

- 2001 : avec l'écurie Larbre Compétition.
  - American Le Mans Series « GT », 36e sur Porsche 911 GT3 RS ;
  - Championnat de France FFSA GT,  sur Porsche 996 GT3 Cup ;
  - Championnat FIA GT, 17e sur Chrysler Viper GTS-R ;
  - Championnat FIA GT « NGT », 9e sur Porsche 911 GT3 R ;
  - 24 Heures du Mans « GT », 4e Porsche 911 GT3-RS.

- 2002 : Porsche Carrera Cup France,  sur Porsche 996 GT3 Cup ;

- 2003 : (sauf mention contraire) avec l'écurie Larbre Compétition.
  - Championnat FIA GT, 16e sur Chrysler Viper GTS-R ;
  - Championnat de France FFSA GT,  sur Chrysler Viper GTS-R ;
  - Porsche Carrera Cup France,  sur Porsche 996 GT3 Cup ;
  - Porsche Supercup, sur Porsche 911 GT3 avec l'écurie Porsche AG VIP Team.

- 2004 : avec l'écurie Larbre Compétition.
  - Championnat de France FFSA GT, 4e sur Chrysler Viper GTS-R ;
  - Le Mans Endurance Series LMP1, 28e sur Panoz GTP.

- 2005 :
  - Championnat de France FFSA GT, 5e sur Porsche 996 GT3 RSR avec l'écurie IMSA ;
  - 24 Heures du Mans « LMGT2 », 4e sur Porsche 911 GT3-RS avec l'écurie IMSA Performance.

- 2006 :
  - Le Mans Series « LMGT2 », 20e sur Porsche 911 GT3 avec l'écurie IMSA Performance Matmut ;
  - Championnat de France FFSA GT, 7e sur Chrysler Viper GTS-R et Chevrolet Corvette C5-R avec les écuries Euroflash Autovitesse et PSI Expérience ;
  - Porsche Carrera Cup France, 5e sur Porsche 997 GT3 Cup avec l'écurie IMSA Performance Matmut.

- 2007 :
  - Championnat de France FFSA GT, 22e sur Chevrolet Corvette C5-R avec l'écurie PSI Expérience ;
  - Porsche Carrera Cup France, 10e sur Porsche 997 GT3 Cup ;
  - Le Mans Series - LMGT1, 9e sur Chevrolet Corvette C5-R avec l'écurie Alphand Adventures.

- 2008 :
  - Championnat de France FFSA GT, 18e sur Porsche 997 GT3 RSR avec l'écurie IMSA Performance ;
  - Le Mans Series - LMGT1, 8e sur Chevrolet Corvette C6.R avec l'écurie Alphand Adventures.

- 2009 : Le Mans Series - LMGT1, 7e sur Saleen S7-R (Ford) avec l'écurie Larbre Compétition ;
- 2009-10 : Sportscar Winter Series - Proto, sur Oreca FLM09 (Chevrolet Corvette LS3) avec l'écurie DAMS ;
- 2013 : Mitjet 2L, 4 courses et un podium ;
- 2015 : Championnat de France FFSA GT,  sur Porsche 911 GT3 R avec l'écurie IMSA Performance Matmut ;

- 2016 :
  - Challenge Endurance VdeV LMP2 LMP3, sur Ligier JS P3 (moteur : Nissan 5.0) avec l'écurie Graff Racing ;
  - Championnat de France Prototypes, sur Ligier JS P3 avec le Team Duqueine Engineering.

- 2017 : Championnat de France FFSA GT « Pro-Am », 23e sur Porsche Cayman GT4 Clubsport MR avec l'écurie Saintéloc Racing ;

- 2018 : avec le Team 85 Bougoin Racing.
  - Porsche Carrera Cup France, 7e sur Porsche 991 GT3 Cup ;
  - Porsche GT3 Cup Challenge Benelux (en), sur Porsche 991 GT3 Cup.

### Résultats du Mans
| Année | Écurie             | Véhicule            | Coéquipiers       | Coéquipiers      | Classement | Résultat    |
| ----- | ------------------ | ------------------- | ----------------- | ---------------- | ---------- | ----------- |
| 2001  | Larbre Compétition | Porsche 911 GT3-RS  | Patrice Goueslard | Jean-Luc Chéreau | 10e        | 4e (LM GT)  |
| 2005  | IMSA Performance   | Porsche 996 GT3 RSR | Romain Dumas      | Raymond Narac    | 15e        | 4e (LM GT2) |

### Résultats de Sebring
| Année | Écurie             | Véhicule           | Coéquipiers        | Coéquipiers       | Classement | Résultat |
| ----- | ------------------ | ------------------ | ------------------ | ----------------- | ---------- | -------- |
| 2001  | Larbre Compétition | Porsche 911 GT3-RS | Christophe Bouchut | Patrice Goueslard | 13e        |          |